# 克利姆基夫齊 (特諾皮爾州)
49°36′20″N 26°6′5″E / 49.60556°N 26.10139°E
克利姆基夫齊（羅馬化：Klymkivtsi）是烏克蘭的村落，位於該國西部捷爾諾波爾州，由捷尔诺波尔区負責管轄，面積1.45平方公里，2001年人口290，人口密度每平方公里199.5人。